# 이민하 (1891년)
이민하(李玟河, 1891년 음력 5월 ~ ?)는 일제강점기의 지방행정 관료이다.

## 생애
경상남도 진주군 출신이다. 조선총독부 체제가 출범하기 직전인 1910년 6월부터 경남 고성군에서 근무를 시작하였다. 판임관 4등의 주사였다. 두 달 후 한일 병합 조약이 체결되어 총독부 체제로 이행되면서 그대로 총독부 소속의 관리가 되었다.
고성군에 이어 1913년에는 진주군에 발령받았고, 이후 사천군, 산청군, 합천군, 산청군에서 근무했다. 1924년에는 창녕군 재무과장으로 승진하고 이듬해 재무계 주임이 되었다.
약 20년 동안 관료로 일한 끝에, 함안군 재무계 주임으로 있던 1930년 5월에 총독부 군수로 발탁되었다. 고등관 7등의 양산군 군수로 발령받았으며, 창녕군과 함양군 군수를 차례로 지냈다. 함양군수이던 1937년을 기준으로 종6위 훈6등에 서위되어 있었다.
창녕군수로 재직 중이던 1935년에 총독부가 편찬한 《조선공로자명감》에 조선인 공로자 353명 중 한 명으로 수록되어 있다. 이 책자에는 "인격이나 식견이 뛰어난 명목민관"이라는 평이 적혀 있다. 총독부가 시정 25주년을 기념하여 표창한 표창자 명단에도 들어 있다.
2008년 민족문제연구소가 발표한 친일인명사전 수록예정자 명단 중 관료 부문에 포함되었다.

## 참고자료
- 이민하(李玟河) - 국사편찬위원회